# Džainizam
Džainizam je drevna religija Indije koja je tijekom svog dugog i neprekinutog postojanja, širena od strane 24 velika propovjednika poznatih kao ‘Džine’ tj. ‘Pobjednika’ ili ‘Tirthankara’, odnosno ‘Vodiča preko rijeke’ svjetovnog života, a koja danas ima više od milijun pripadnika.
Džainizam je opisan kao elegantan etički sistem jer veoma naglašava samodisciplinu i samokontrolu s ciljem vođenja mirnog života, suživota, sudjelovanju, upravljanja i njegovom realizacijom.
Ahimsa ili nenasilje u misli, riječima i djelima, je njegova ključna stvar a savršena jednakost njegov početni stav.
Osnivačem religije, koja je, kao i budizam, nastala (oko 6. stoljeća) otcjepljenjem od vedistički ortodoksnog brahmanizma, pogrešno se smatra asket Vardhamana, poznat kao Mahavira (veliki heroj). On je zapravo bio samo posljednji od velikih propovjednika džainizma.
Asket Vardhamana bio je sin kralja Sidhatre i kraljice Trišali koji je još kao dijete pokazivao poprilično rijetke i velike osobine poput iznimne hrabrosti, samokontrole, neustrašivosti junaštva i ostalog. 
Kako je nakon nekog vremena narod počeo primjećivati njegove velike darovitosti, nazvali su Mahavira. 
Mahavira je bio rođen za duhovni život, nije htio niti čuti za ženidbu niti ikakva svjetovna zadovoljstva. Od svoje osme godine poštovao je pet malih zavjeta, te je kako je odrastao odlučio postati asketa.
Tako je princ Mahavira, sa svojih 30 godina postao Nirgrantha Muni tj., asketa koji je izvana bez odjeće, a iznutra bez okova. 
Ovaj događaj Mahavirinog napuštanja svih svjetovnih vezanosti i postajanjem Nirgrantha Mahavirom postao je poznat kao Mahavirina Abhiniškramana tj., Velika Odvojenost Mahavire.
Ta velika odvojenost Mahavire očitovala se u praksi trpljenja strogosti, meditaciji i zavjetu šutnje.
Za to vrijeme, Mahavira je prolazio kroz različite testove koje su mu drugi postavljali s namjerom da mu poremete meditaciju tokom perioda trpljenja. Mahavira je mirno podnosio velike tegobe i nepravde od stane drugih. No, bio je odlučan. Tako je za 12 godina, 5 mjeseci i 15 dana neprekidne prakse trpljenja postao imalac sveznanja.
Kada je Mahavira dosegao to sveznanje, on je znao i vidio stanje svijeta bogova, ljudi i životinja, odakle su došli, gdje će otići, gdje će biti rođeni, kao ljudi ili životinje, kako bogovi tako i beznačajna bića, već zavisno od njihovih djela. U svoje vrijeme bio je nazivan mudracem, poštovanim od naroda, sveznajućim i svevidećim učiteljem, koji je obdaren bekrajnim znanjem i vizijom.
On je oko sebe okupio 11 glavnih učenika (gandadhara), učenika koji će nastaviti njegovo djelovanje i propovijed.
Podjelio ih je na 4 stleža (4 skupine, poredane po važnosti):
1.   Sadhui,. muškarci isposnici ,
2.   Sadhvije, žene isposnice,
3.   Šravake, svjetovni muškarci
4.   Šravike, svjetovne žene
No ni unutar tih skupina nisu bili ravnopravni, svaki je propovjednik imao svoju funkciju i svoj nivo.
Opće vjerovanje džainista sastoji se od nekoliko stvari:
•	Džainizam kao religija odbacuje vjeru u vrhovnog boga.
•	Postoje 5 glavnih zavjeta kojih se svaki vjernik treba pridržavati:
1.	Ahimsa, nenasilje
2.	Satja, istina,
3.	 `Asteja', uzdržavanje od krađe
4.	Brahmaćarya', čestitost
5.	Apartgrahu', nevezanost,
Znači, ; ne ubij, ne laži, uzimaj samo ono što je poklonjeno, odreci se seksualnog života, ne uživaj u materijalnim dobrima.
•	Džainisti drže da je svemir vječan, načinjen od dviju tvari, nežive (adjiva) i žive (djiva), koje su u stalnom kretanju. 
•	Posebno je obilježje džainizma strahopoštovanje prema svemu što zivi. Npr.,  oni cijede vodu prije pića i ovijaju usta da ne bi progutali kakav sitni organizam.

Vanjski obredi džainista, koji se obavljaju u arhitektonski zanimljivim hramovima, obuhvaćaju pjevanje, prinošenje cvijeća, paljenje tamjana i kandila pred likovima mitskih heroja i slavnih asketa tzv. jina-